# Coësmes
Coësmes (bretonisch: Koem, Gallo: Coèsm) ist eine französische Gemeinde mit 1.435 Einwohnern (Stand: 1. Januar 2022) im Département Ille-et-Vilaine in der Region Bretagne; sie gehört zum Arrondissement Fougères-Vitré und zum Kanton La Guerche-de-Bretagne. Die Einwohner werden Coësmois und Coësmoises genannt.

## Geographie
Coësmes liegt etwa 30 Kilometer südöstlich von Rennes. Umgeben wird Coësmes von den Nachbargemeinden Sainte-Colombe im Nordwesten und Norden, Le Theil-de-Bretagne im Norden, Retiers im Nordosten und Osten, Martigné-Ferchaud im Osten und Südosten, Thourie im Süden und Westen sowie La Couyère im Westen und Nordwesten.

## Bevölkerungsentwicklung
| Jahr           | 1962 | 1968 | 1975 | 1982 | 1990 | 1999 | 2006 | 2013 | 2020 |
| Einwohner      | 1251 | 1191 | 1087 | 1035 | 1078 | 1073 | 1311 | 1462 | 1456 |
| Quellen: INSEE |      |      |      |      |      |      |      |      |      |

## Sehenswürdigkeiten
- Kirche Saint-Pierre aus dem 19. und 20. Jahrhundert (siehe auch: Liste der Monuments historiques in Coësmes)
- Kapelle Notre-Dame

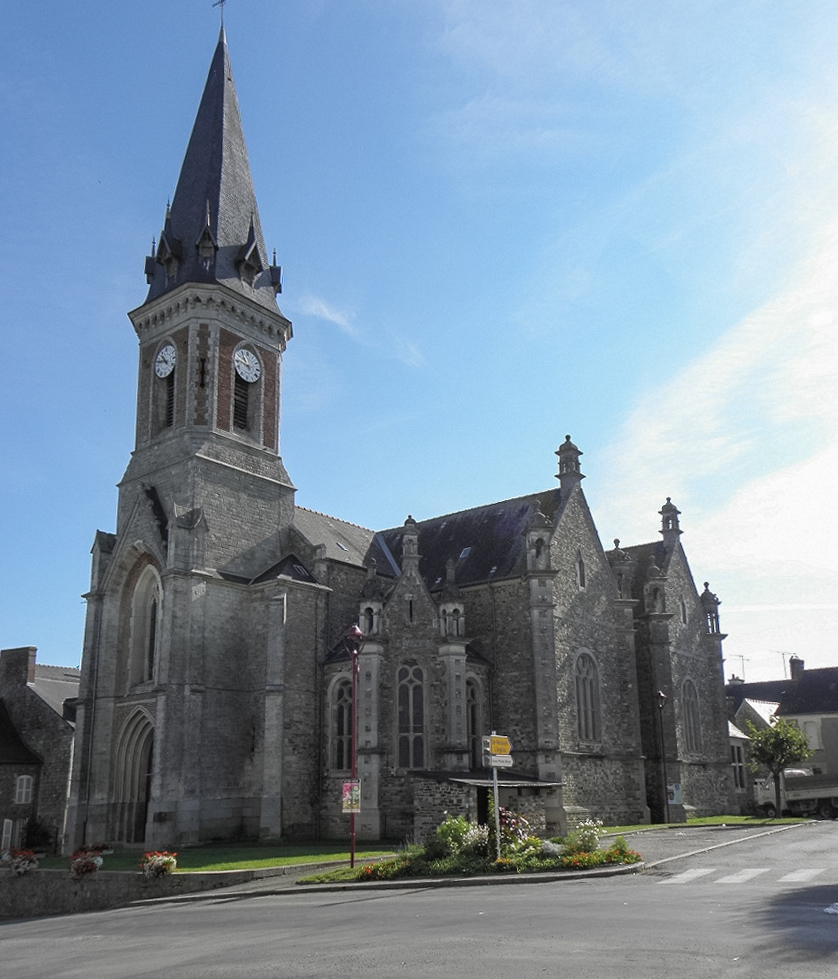
Kirche Saint-Pierre
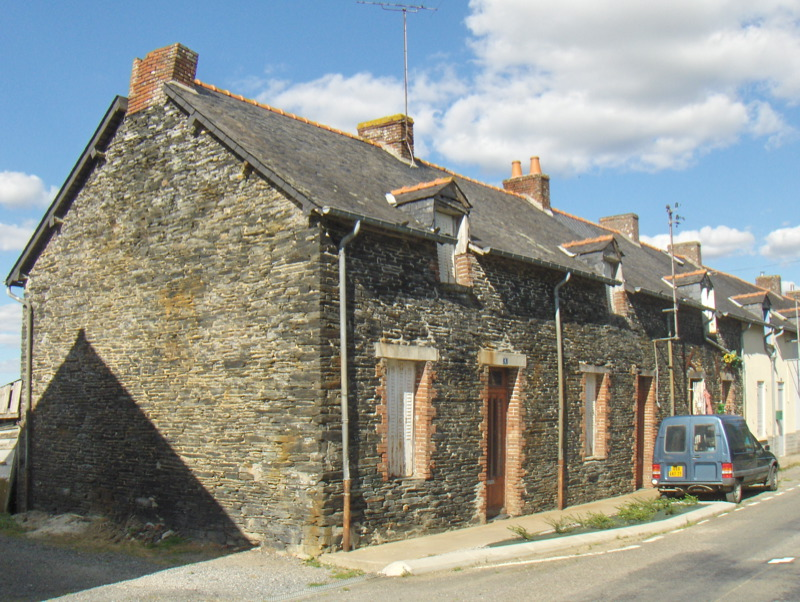
Häuserzeile der Schiefersteinbruch-Arbeiter